# Hibiscus cannabinus
Hibiscus cannabinus L.  è una pianta angiosperma dicotiledone, appartenente alla famiglia delle Malvacee, probabilmente nativa dell'Asia meridionale, anche se la sua origine precisa è dibattuta. Alcuni autori situano il suo nucleo di origine nell’Africa subsahariana, dove si trovano diverse forme selvatiche di kenaf. La pianta di kenaf è stata domesticata attorno al 4000 a.c. nella regione del Sudan.
Viene coltivata per l'estrazione di una fibra tessile simile alla juta, il kenaf (nome di etimologia persiana). Lo stesso termine "kenaf" viene utilizzato anche per indicare la pianta nella sua interezza. Kenaf e juta sono le più importanti colture da fibra dopo il cotone.
Altri nomi con cui è conosciuta sono Bimli, Ambary, Canapa Ambari, Canapa Deccan e Juta Bimlipatum.  Sono noti più di 129 nomi comuni per il kenaf in tutto il mondo, quali mesta (India, Bengala), stokroos (Sud Africa), Java juta (Indonesia), ambari (Taiwan).

## Descrizione
Si tratta di una pianta erbacea annuale che cresce fino a 3–6 m di altezza.
I fusti hanno un diametro di 1–2 cm, spesso - ma non sempre - ramificati.
Le foglie di 10–15 cm di lunghezza sono variabili nella forma: quelle vicine alla base possono essere profondamente lobate con 3-7 lobi, quelle vicine alla parte superiore dello stelo sono debolmente lobate o lanceolate. Talvolta, una stessa varietà come la varietà El Salvador, può presentare una mescolanza di piante a foglia intera ed a foglia palmata. La fillotassi è alterna.
I fiori sono singoli, con cinque petali, di diametro 8–15 cm, di colore bianco, giallo o viola. Il frutto è una capsula spinosa di 2 cm di diametro, contenente 25-30 semi. Il seme è reniforme di colore variante dal grigio al nerastro.

## Caratteristiche della fibra
Il kenaf ha un elevato tasso di crescita, raggiungendo altezze di 4-6 metri in circa 4-5 mesi; la sua resa è di 6-10 tonnellate di sostanza secca per ettaro ogni anno.  Il kenaf è commercialmente coltivato in più di 20 paesi, in particolare in India, Cina, Thailandia e Vietnam.
- Le fibre si trovano sia nella corteccia sia nel legno. La corteccia costituisce il 40% della pianta. La fibra grezza separata dalla corteccia è multi-cellulare, costituita da diverse singole cellule attaccate insieme. Le singole cellule sono lunghe circa 2–6 mm e sottili. La parete cellulare è spessa 6,3 µm.
- Il legno forma circa il 60% della pianta e ha cellule corte (0,5 mm) spesse ≈38 µm e con pareti sottili (3 µm).
- La polpa da carta è prodotta da tutto il fusto e quindi contiene i due tipi di fibre.
- La fibra di kenaf viene usata principalmente per produrre corda, spago, tessuto ruvido (simile a quello di juta) e carta.
- Altri usi includono legno ingegnerizzato, isolamento, tessuti per abbigliamento, miscele per terriccio, lettiere per animali, materiali di imballaggio e materiali che assorbono olio e liquidi. È utile anche come fibra tagliata da mescolare con resine per i compositi plastici, come prevenzione della perdita di fluidi nei pozzi di perforazione petrolifera. Può essere trasformato in vari tipi di tappeti verdi, come ad esempio i tappetini erbosi per prati istantanei. Panasonic ha creato uno stabilimento in Malesia per produrre pannelli in fibra di kenaf ed esportarli in Giappone.
- Nell'ottica di rendere i veicoli più sostenibili, Ford e BMW stanno producendo con il kenaf parte di materiali automobilistici. La prima implementazione di kenaf all'interno di un veicolo Ford è avvenuta nel 2013 su Ford Escape.[5] La BMW i3 utilizza il kenaf in alcune mascherine plastiche[6].

## Altri usi
- Le foglie del kenaf sono utilizzate per alimentazione animale ed anche per alimentazione umana in alcune salse della cucina africana ed asiatica.
- un polisaccaride estratto dai semi di kenaf si è dimostrato utile per ridurre il colesterolo in esperimenti condotti su topi[7].